# Công tước xứ Rutland
Công tước xứ Rutland (tiếng Anh: Duke of Rutland) là một tước hiệu thuộc Đẳng cấp quý tộc Anh, được đặt tên theo hạt Rutland của vùng East Midlands, Vương quốc Anh. Tước vị được lập ra lần thứ 3 vào năm 1703, trao cho Bá tước John Manners xứ Rutland thuộc gia tộc Manners và gia tộc này vẫn tước hiệu cho đến ngày nay. Người thừa kế của các công tước được phép sử dụng tước vị phụ là Hầu tước xứ Granby.

## Bá tước xứ Rutland

### Lần lập tước vị đầu tiên
Tước hiệu Bá tước xứ Rutland được thành lập ra lần đầu tiên vào ngày 25/02/1390 để trao cho Edward xứ Norwich (1373–1415), con trai của Edmund của Langley, Công tước thứ nhất xứ York, và là cháu của Vua Edward III. Sau cái chết của Công tước Edmund vào năm 1402, Edward trở thành Công tước xứ York. Danh hiệu Bá tước Rutland không còn được sử dụng sau cái chết của ông trong Trận Agincourt, và được truyền lại cho các thành viên khác của Nhà York bao gồm cháu trai của bá tước đầu tiên Richard Plantagenet, Công tước thứ 3 xứ York , cha của Vua Edward IV.

### Lập tước vị lần hai
Tước hiệu Bá tước xứ Rutland lập ra lần thứ 2 vào ngày 29/01/1446 cho Edmund (1443–1460), con trai thứ hai của Richard Plantagenet, Công tước thứ 3 xứ York (và em trai của Vua Edward IV).

### Lập tước vị lần thứ ba
Thomas Manners (khoảng 1488–1543), con trai của Nam tước de Ros thứ 11 xứ Hamlake, Truibut và Belvoir, được trao tước vị Bá tước xứ Rutland thuộc Đẳng cấp quý tộc Anh vào năm 1525. Ông là chắt của Richard Plantagenet. Nam tước xứ de Ros của Hamlake, Truibut và Belvoir (đôi khi được đánh vần là Ros, Roos hoặc de Roos) được trao cho Simon de Montfort. Danh hiệu có thể chuyển qua Dòng nữ khi không có người thừa kế là nam, và theo đó, khi Bá tước thứ 3, Edward Manners (khoảng 1548–1587), không để lại con trai, tước vị Nam tước xứ Ros đã truyền cho gia đình của con gái ông Elizabeth (chết 1591), người đã trở thành vợ của Bá tước thứ 2 của Exeter. Bá tước thứ 3 được kế vị bởi anh trai John (mất năm 1588). Nam tước Ros được khôi phục lại cho gia đình Manners khi Francis Manners, Bá tước thứ 6 (1578–1632), thừa kế nó vào năm 1618 từ người anh họ của mình William Cecil (1590–1618). Tuy nhiên, Francis qua đời mà không để lại người thừa kế và việc trao lại tước hiệu Lãnh chúa xứ Ros cho con trai cả của các bá tước sau này dường như không có cơ sở pháp lý.  Về cái chết của Bá tước thứ 7 vào năm 1641 danh hiệu Bá tước truyền cho người anh em họ xa của mình John Manners của Haddon Hall, cháu trai của con trai thứ hai của Bá tước thứ nhất.

## Công tước Rutland
Năm 1703, Bá tước thứ 9 của Rutland được trao tước vị Công tước xứ Rutland và Hầu tước xứ Granby bởi Nữ vương Anne.